# Братишковци
Братишковци су насељено мјесто у Далмацији. Припадају граду Скрадину, у Шибенско-книнској жупанији, Република Хрватска.

## Географија
Налазе се 7 км сјеверно од Скрадина.

## Историја
До територијалне реорганизације у Хрватској насеље се налазило у саставу бивше велике општине Шибеник. Братишковци су се од распада Југославије до августа 1995. године налазили у Републици Српској Крајини.

## Култура
У средишњем дијелу села, код засеока Кричке, налази се храм Српске православне цркве Светог Николе из 1592. године. Звоник цркве је подигнут 1893. године. У парохијском дому поред цркве отворена је школа 1847. године и била је прва православна школа у Северној Далмацији. Први учитељ ове школе био је прота Дамјан Доброта, син Андрије, који је такође био свештеник.
Најпознатији Братишковљанац био је Јандрија Јандро Баљак (1938–2013), оснивач групе Јандрино јато, која изводи народну музику карактеристичног звука, везаног за Србе у Далмацији.
У Братишковцима је постојала основна школа „Братство-јединство“, која је покривала и околна села. Пољопривредна задруга је била надалеко позната. Постојала је и Омладинска организација. Дискотека у склопу школе је била популарна у широј околини. Прослављао се „Дан борца“, када су се одржавала спортска такмичења. Најпопуларнији је фудбалски турнир, на којем учествује домаћа екипа „Банзого“.

## Становништво
Према попису становништва из 2001. године, Братишковци су имали 149 становника. Братишковци су према попису становништва из 2011. године имали 251 становника.
| Националност       | 1991. | 1981. | 1971. | 1961. |
| Срби               | 572   | 523   | 556   | 600   |
| Хрвати             | 4     | 5     | 3     | 16    |
| Југословени        |       | 73    | 29    | 3     |
| остали и непознато | 6     | 6     | 3     | 2     |
| Укупно             | 582   | 607   | 591   | 621   |

| Демографија | Демографија | Демографија |
| Година      | Становника  | Становника  |
| ----------- | ----------- | ----------- |
| 1961.       | 621         |             |
| 1971.       | 591         |             |
| 1981.       | 607         |             |
| 1991.       | 582         |             |
| 2001.       | 149         |             |
| 2011.       |             | 251         |

## Попис 1991.
На попису становништва 1991. године, насељено место Братишковци је имало 582 становника, следећег националног састава:
| Попис 1991.‍  | Попис 1991.‍  | Попис 1991.‍ | Попис 1991.‍ | Попис 1991.‍ |
| ------------ | ------------ | ----------- | ----------- | ----------- |
|              |              |             |             |             |
| Срби         | Срби         |             | 572         | 98,28%      |
| Хрвати       | Хрвати       |             | 4           | 0,68%       |
| неопредељени | неопредељени |             | 5           | 0,85%       |
| непознато    | непознато    |             | 1           | 0,17%       |
| укупно: 582  |              |             |             |             |

## Презимена
- Баљак — Православци, славе Ђурђевдан
- Вулиновић — Православци, славе Св. Николу
- Доброта — Православци, славе Св. Николу
- Ераковић — Православци, славе Св. Николу
- Карабува — Православци, славе Св. Николу
- Кричка — Православци, славе Св. Николу
- Лалић — Православци, славе Ђурђевдан
- Манојловић — Православци, славе Св. Николу
- Пјевалица — Православци, славе Св. Јована
- Скробоња — Православци, славе Св. Николу
- Тробоњача — Православци, славе Св. Николу
- Урукало — Православци, славе Св. Николу

## Знамените личности
- Јандрија Баљак, српски крајишки пјевач, оснивач и вођа крајишких састава Јандрино јато и Јандрино ново јато.